# Patrick Rabathaly
Patrick Rabathaly est un footballeur professionnel, né le 7 juillet 1960 à Paris.

## Biographie

### Premiers dribbles
Patrick Rabathaly passe son enfance à Courbevoie. Il fréquente le collège Henri Wallon de Bezons entre 1971 et 1975.
À 10 ans, sa souplesse et son adresse commencent à faire parler. Jean-Paul Horts, son président de club de l'époque le recommande à l'AC Boulogne-Billancourt. C'est ainsi qu'à 13 ans, il intègre les rangs des jeunes talents de l'ACBB. Repéré par Charly Samoy, alors président du LOSC, Patrick finit par intégrer le centre de formation lillois en 1976. Il a 16 ans.
Soucieux de poursuivre ses études, ce qui n'était pas obligatoire à l'époque, il continue à fréquenter le lycée en plus de ses entrainements. Il obtiendra un bac scientifique.

### Reconversion
En 1988, il s'envole pour La Réunion où il quitte le milieu professionnel pour devenir prof d'EPS. Parallèlement, il intègre l'US Tamponaise en division d'honneur (DH)
Deux ans plus tard, séduit par le projet de Bruno Blachon il revient au CS Château-Thierry qui vient d'obtenir l'accession en N2.
Depuis 2000, il joue au Variétés Club de France et joue aussi un rôle de consultant sportif sur Canal+.

## Carrière de joueur
- 1979 - 1982 : Lille OSC (D1)
- 1982 - 1985 : OGC Nice (D2)
- 1985 - 1988 : US Valenciennes-Anzin (D2)
- 1988 - 1990 : US Tamponaise (DH La Réunion)
- 1990 - 1996 : CS Château-Thierry (DH Picardie puis D4/N2 et N3)[2]